# (54) Alexandra
(54) Alexandra es un asteroide perteneciente al cinturón de asteroides descubierto por Hermann Mayer Salomon Goldschmidt el 10 de septiembre de 1858 desde París, Francia. Está nombrado en honor del naturalista y astrónomo alemán Alexander von Humboldt (1769-1859).

## Características orbitales
Alexandra está situado a una distancia media de 2,711 ua del Sol, pudiendo acercarse hasta 2,173 ua y alejarse hasta 3,248 ua. Su inclinación orbital es 11,8° y la excentricidad 0,1983. Emplea en completar una órbita alrededor del Sol 1630 días.